# Гимнастика на летних Азиатских играх 2018
Соревнования по всем видам гимнастики на летних Азиатских играх 2018, состоявшихся в Индонезии, года проходили с 20 по 30 августа.

## Общий медальный зачёт
| Место | Страна               | Золото | Серебро | Бронза | Всего |
| ----- | -------------------- | ------ | ------- | ------ | ----- |
| 1     | Китай                | 10     | 6       | 7      | 23    |
| 2     | Республика Корея     | 2      | 1       | 2      | 5     |
| 3     | Китайская Республика | 2      | 1       | 1      | 4     |
| 4     | Казахстан            | 2      | 0       | 1      | 3     |
| 5     | КНДР                 | 1      | 2       | 3      | 6     |
| 6     | Гонконг              | 1      | 0       | 0      | 1     |
| 7     | Япония               | 0      | 4       | 3      | 7     |
| 8     | Узбекистан           | 0      | 3       | 0      | 3     |
| 9     | Индонезия            | 0      | 1       | 1      | 2     |
| Всего | Всего                | 18     | 18      | 18     | 54    |

## Спортивная гимнастика

### Медалисты-мужчины
| Вид                   | Золото                                                        | Серебро                                                                     | Бронза                                                                |
| --------------------- | ------------------------------------------------------------- | --------------------------------------------------------------------------- | --------------------------------------------------------------------- |
| Командное первенство  | Китай Дэн Шуди Линь Чаопань Сяо Жотэн Цзоу Цзинъюань Сунь Вэй | Япония Кэнта Тиба Томомаса Хасэгава Фуя Маэно Сёго Номомура Какэру Танигава | Республика Корея Ким Хансоль Ли Хёкджун Ли Джэсон Ли Джунхо Пак Минсу |
| Многоборье            | Линь Чаопань Китай                                            | Сёго Нономура Япония                                                        | Сяо Жотэн Китай                                                       |
| Вольные упражнения    | Ким Хансоль Республика Корея                                  | Тан Цзяхун Китайский Тайбэй                                                 | Линь Чаопань Китай                                                    |
| Упражнения на коне    | Ли Чжикай Китайский Тайбэй                                    | Цзоу Цзинъюань Китай                                                        | Сунь Вэй Китай                                                        |
| Упражнения на кольцах | Дэн Шуди Китай                                                | Сёго Нономура Япония                                                        | Чэнь Цзию Китайский Тайбэй                                            |
| Опорный прыжок        | Ши Вэйхун Гонконг                                             | Ким Хансоль Республика Корея                                                | Агус Прайоко Индонезия                                                |
| Параллельные брусья   | Цзоу Цзинъюань Китай                                          | Сяо Жотэн Китай                                                             | Кэнта Тиба Япония                                                     |
| Перекладина           | Тан Цзяхун Китайский Тайбэй                                   | Сунь Вэй Китай                                                              | Сяо Жотэн Китай                                                       |

### Медалисты-женщины
| Вид                  | Золото                                                  | Серебро                                                    | Бронза                                                                 |
| -------------------- | ------------------------------------------------------- | ---------------------------------------------------------- | ---------------------------------------------------------------------- |
| Командное первенство | Китай Чэнь Илэ Лю Цзиньжу Лю Тинтин Ло Хуань Чжан Цзинь | КНДР Джон Джанми Джон Ынгён Ким Суджон Ким Вонъён Пён Реён | Япония Соёка Ханава Сихо Накадзи Юмика Накамура Юки Утияма Юрика Юмото |
| Многоборье           | Чэнь Илэ Китай                                          | Ло Хуань Китай                                             | Ким Суджон КНДР                                                        |
| Опорный прыжок       | Яо Сэджон Республика Корея                              | Оксана Чусовитина Узбекистан                               | Пён Реён КНДР                                                          |
| Разновысокие брусья  | Лю Тинтин Китай                                         | Ло Хуань Китай                                             | Джон Джанми КНДР                                                       |
| Бревно               | Чэнь Илэ Китай                                          | Ким Суджон КНДР                                            | Чжан Цзинь Китай                                                       |
| Вольные упражнения   | Ким Суджон КНДР                                         | Рифда Ирфаналутхфи Индонезия                               | Сихо Накадзи Япония                                                    |

## Художественная гимнастика

### Медалисты
| Вид                  | Золото                                                        | Серебро                                                                           | Бронза                                                  |
| -------------------- | ------------------------------------------------------------- | --------------------------------------------------------------------------------- | ------------------------------------------------------- |
| Командное первенство | Казахстан Даяна Абдирбекова Алина Адильханова Адиля Тлекенова | Узбекистан Асаль Икрамова Дилдора Рахматова Сабина Ташкенбаева Нуриниссо Усманова | Республика Корея Ким Джэвон Ким Джувон Лим Сэын Сэ Гоын |
| Личное первенство    | Алина Адильханова Казахстан                                   | Сабина Ташкенбаева Узбекистан                                                     | Чжао Ятин Китай                                         |

## Прыжки на батуте

### Медалисты
| Вид     | Золото          | Серебро            | Бронза                    |
| ------- | --------------- | ------------------ | ------------------------- |
| Мужчины | Дун Дун Китай   | Гао Лэй Китай      | Пирмаммад Алиев Казахстан |
| Женщины | Лю Линлин Китай | Хикару Мори Япония | Чжу Шоули Китай           |